# Domen Castell
Domen Castell är ett slott i Storbritannien.   Det ligger i kommunen Powys och riksdelen Wales, i den södra delen av landet, 240 km nordväst om huvudstaden London. Domen Castell ligger 78 meter över havet.
Terrängen runt Domen Castell är varierad. Domen Castell ligger nere i en dal. Runt Domen Castell är det ganska tätbefolkat, med 52 invånare per kvadratkilometer. Närmaste större samhälle är Welshpool, 0,50 km väster om Domen Castell. Trakten runt Domen Castell består i huvudsak av gräsmarker.